# アルガイオス1世
アルガイオス1世（希：Ἀργαῖος Αʹ, ラテン文字転記：Argaios I, 在位：紀元前678年 - 紀元前640年）は、アルゲアス朝のマケドニア王である。
アルガイオス1世は先代の王ペルディッカス1世の子であり、次代の王ピリッポス1世の父である。ポリュアイノスによれば、アルガイオスの治世においてタウランティオイ人がマケドニアに侵入してきたが、アルガイオスは奇策によって戦わずして彼らを退けた。

## 註
1. ↑  ヘロドトス, VIII. 139
2. ↑  ポリュアイノス, IV. 1